# Orconectes maletae
Orconectes maletae är en kräftdjursart som beskrevs av Walls 1972. Orconectes maletae ingår i släktet Orconectes och familjen Cambaridae. IUCN kategoriserar arten globalt som otillräckligt studerad. Inga underarter finns listade i Catalogue of Life.